# Nippon Professional Baseball
La Nippon Professional Baseball (日本プロ野球?, Nippon Puro Yakyū) rappresenta il massimo campionato giapponese di baseball. In forma abbreviata il torneo è noto anche come NPB.
La sua formazione risale al 1950, dalla riorganizzazione del vecchio campionato chiamato "Japanese Baseball League" risalente al 1934. Gli attuali detentori del titolo sono gli Yokohama DeNA BayStars, che hanno vinto le Japan Series 2024.

## Struttura della lega
Il campionato è suddiviso in due leghe, la Central League (Ce League) e la Pacific League (Pa League), di sei squadre ciascuna, e viene giocato da aprile ad ottobre. Ogni squadra gioca 143 partite di stagione regolare.
Al termine della stagione regolare si giocano le Climax Series, ovvero i play-off per determinare i vincitori delle due leghe, che si scontrano nella serie finale di sette partite, le Japan Series, che assegnano il titolo.

### Central League
| Squadra                | Città                | Stadio                 | Capacità |
| ---------------------- | -------------------- | ---------------------- | -------- |
| Chunichi Dragons       | Nagoya, Aichi        | Vantelin Dome Nagoya   | 40 500   |
| Hanshin Tigers         | Nishinomiya, Hyōgo   | Stadio Hanshin Kōshien | 47 757   |
| Hiroshima Toyo Carp    | Hiroshima, Hiroshima | Mazda Stadium          | 32 000   |
| Tokyo Yakult Swallows  | Tokyo                | Meiji Jingu Stadium    | 37 933   |
| Yokohama DeNA BayStars | Yokohama, Kanagawa   | Yokohama Stadium       | 30 000   |
| Yomiuri Giants         | Tokyo                | Tokyo Dome             | 46 000   |

### Pacific League
| Squadra                      | Città               | Stadio                                                 | Capacità        |
| ---------------------------- | ------------------- | ------------------------------------------------------ | --------------- |
| Chiba Lotte Marines          | Chiba, Chiba        | ZOZO Marine Stadium                                    | 30 000          |
| Fukuoka SoftBank Hawks       | Fukuoka, Fukuoka    | Fukuoka PayPay Dome                                    | 38 561          |
| Hokkaido Nippon-Ham Fighters | Sapporo, Hokkaidō   | ES CON Field Hokkaido                                  | 35 000          |
| Orix Buffaloes               | Osaka e Kōbe, Hyōgo | Kyocera Dome Osaka / Kobe Sports Park Baseball Stadium | 36 477 / 35 000 |
| Saitama Seibu Lions          | Tokorozawa, Saitama | Belluna Dome                                           | 33 921          |
| Tohoku Rakuten Golden Eagles | Sendai, Miyagi      | Rakuten Seimei Park Miyagi                             | 30 508          |

## Post-season
Al termine delle 143 partite della stagione regolare, accedono ai play-off (denominati Climax Series) le tre squadre con il miglior record in ciascuna divisione delle due leghe, Central League e Pacific League. Delle tre, la squadra con il record migliore è già qualificata per la serie che mette in palio l'accesso alle Japan Series, mentre le altre due si affrontano al primo turno.
Le due squadre vincitrici delle rispettive leghe si fregiano della conquista del pennant e si affrontano quindi nelle Japan Series.

### Vincitori delle Japan Series
| Squadra                      | Vittorie | Sconfitte | Presenze |
| ---------------------------- | -------- | --------- | -------- |
| Yomiuri Giants               | 22       | 14        | 36       |
| Saitama Seibu Lions          | 13       | 8         | 21       |
| Fukuoka SoftBank Hawks       | 11       | 9         | 20       |
| Tokyo Yakult Swallows        | 6        | 3         | 9        |
| Orix Buffaloes               | 5        | 9         | 14       |
| Chiba Lotte Marines          | 4        | 2         | 6        |
| Hiroshima Toyo Carp          | 3        | 4         | 7        |
| Hokkaido Nippon-Ham Fighters | 3        | 4         | 7        |
| Chunichi Dragons             | 2        | 8         | 10       |
| Yokohama DeNA BayStars       | 2        | 1         | 3        |
| Hanshin Tigers               | 1        | 5         | 6        |
| Tohoku Rakuten Golden Eagles | 1        | 0         | 1        |
| Osaka Kintetsu Buffaloes     | 0        | 4         | 4        |
| Shochiku Robins              | 0        | 1         | 1        |